# AutoStore
AutoStore ist ein norwegisches Unternehmen auf dem Gebiet der Lagertechnik mit Hauptsitz in Vindafjord, Norwegen.

## Geschichte
Das Unternehmen wurde 1995 vom IT-Unternehmer Jakob Hatteland gegründet. Die Geschichte lässt sich jedoch bis in die Zeit zurückverfolgen, als Hatteland Mitte der 1970er Jahre begann, Computerkomponenten aus einer Scheune in Nedre Vats zu verkaufen. 
In den 1990er Jahren entwickelte die Hatteland-Gruppe, dann ein Großhändler elektronischer Komponenten, ein neues Lagerkonzept für den eigenen Gebrauch. Das entwickelte Konzept baut auf Lagerbehältern auf, die in Schächten übereinander angeordnet sind und durch Roboter ein- und ausgelagert werden, die sich in Fahrschienen oberhalb des Rasters aus Lagerbehältern fortbewegen. Der Prototyp des Lagersystems ging 2002 für die Hatteland-Gruppe in Betrieb. Ab 2004 wurde das Lagerkonzept kommerziell vertrieben.
Die erste Installation eines Systems bei einem Kunden fand 2005 statt. 2010 hatte AutoStore zehn Installationen in drei Ländern abgeschlossen und zehn Jahre später waren es 550 Installationen in 32 Ländern.
Im Jahr 2016 wurde AutoStore für vier Milliarden NOK an den schwedischen Buyout-Fonds EQT veräußert. EQT verkaufte das Unternehmen 2019 für 16 Milliarden NOK an die Private-Equity-Gesellschaft Thomas H. Lee Partners weiter. Das Unternehmen wurde Norwegens erstes Einhorn. Im Jahr 2021 übernahm Softbank für 23 Milliarden NOK 40 % der Unternehmensanteile an AutoStore und das Unternehmen ging an die Börse.

## Unternehmen
Das Unternehmen hat unter anderem große Lagerhäuser wie XXL und Komplett.no als Kunden in Norwegen und Kunden wie Puma, Lufthansa und ABB.  
Neben dem Hauptsitz und der Forschungsabteilung bei Nedre Vats in Rogaland mit 120 Mitarbeitern hat AutoStore ein Büro bei Lilleaker in Oslo. AutoStore hat weitere Verkaufsbüros in den USA, Frankreich, Deutschland, Großbritannien und Japan sowie eine Fabrik in Polen. Deutschland war lange Zeit der größte Markt, in den letzten Jahren haben die USA überholt.

## Dienstleistungen und Technologie

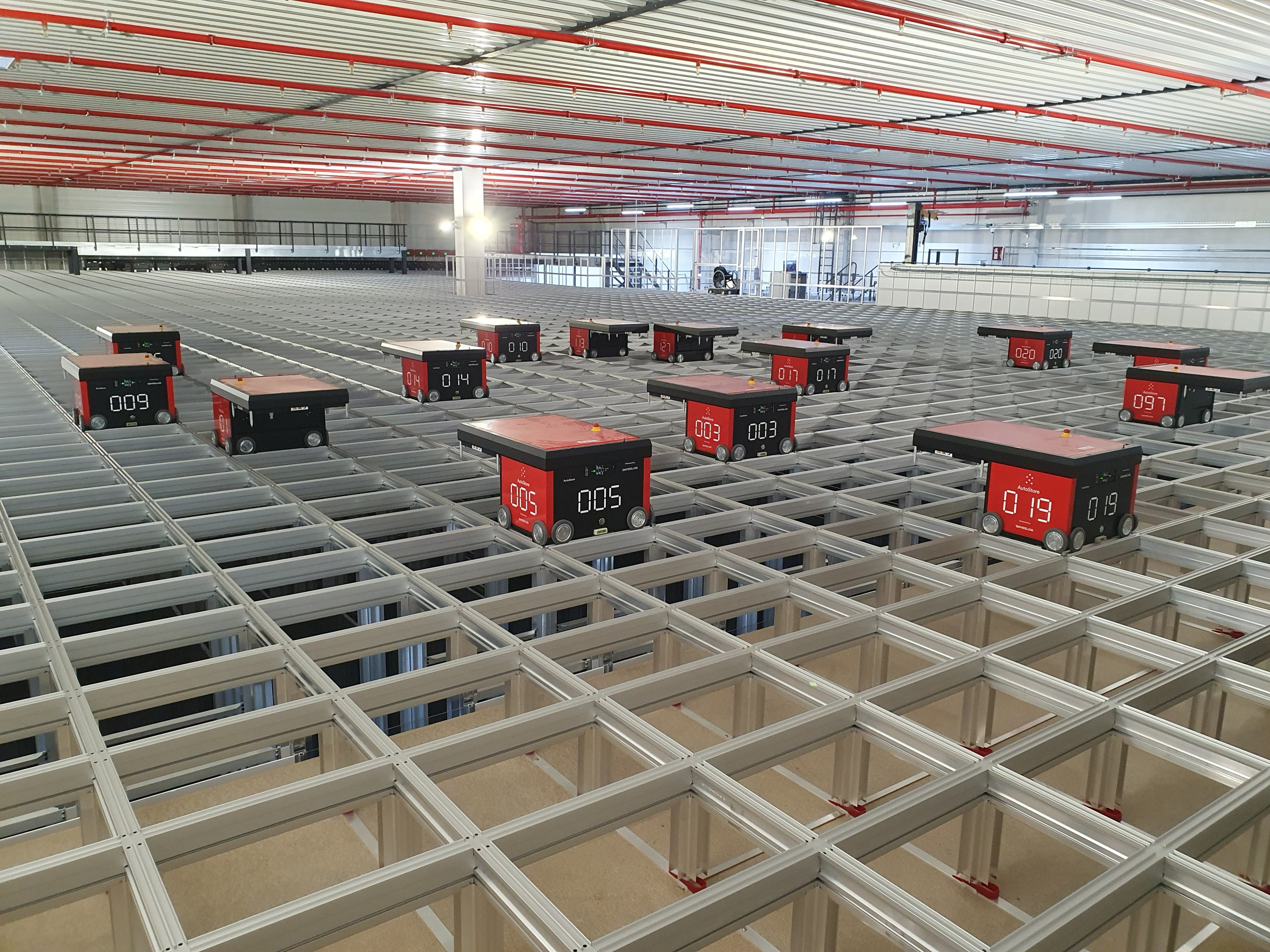
AutoStore-Roboter

Autostore hat ein Robotersystem für die Kommissionierung von Waren im Lager entwickelt. Das System ermöglicht es, große Teile des Lagerbetriebs zu automatisieren. Das System optimiert sowohl den Zeitaufwand, die Kosten als auch den Platzbedarf. Eine solche Automatisierung kann bei Kapazitätsengpässen eine Alternative zur Erweiterung der Lagerfläche sein.